# Bornholm
Bornholm es una isla de Dinamarca localizada en el mar Báltico, al este del país, entre la costa sur de Suecia y al norte de Polonia. Bornholm conforma un municipio regional perteneciente a la región Capital, una de las cinco en que se encuentra dividido el país.
Estratégicamente localizada en el Báltico, Bornholm ha sido controlada por Dinamarca la mayor parte de su historia, pero también por Suecia y Lübeck. Las ruinas del castillo Hammershus en el extremo noroeste dan testimonio de su gran importancia. Las principales industrias de la isla son la pesca, la cerámica, la fabricación de relojes y los productos lácteos. El turismo es importante durante el verano, especialmente por sus cuatro iglesias redondas.
Bornholm también es conocida como la «isla del sol» por su clima agradable, y la «isla de las rocas» por su terreno único. El pequeño archipiélago de Ertholmene, localizado a unos 18 km al nordeste de Bornholm, no forma parte de ningún municipio ni de ninguna región, sino que es administrado directamente por el Ministerio de Defensa de Dinamarca.

## Hogar de los burgundios
Se cree que la isla estuvo ocupada en la antigüedad por los burgundios, una de las tribus germánicas procedentes de Escandinavia que se instalaron en la zona sureste de Francia a finales del Imperio romano. Es significativo que el nombre de la isla en nórdico antiguo fuera Bungundarholm; igualmente Alfredo el Grande tradujo en el siglo IX el topónimo, tomado de Orosio, como Burgenda Land.

## Bornholm durante la Segunda Guerra Mundial
Bornholm, como territorio danés, fue ocupada por la Alemania hitleriana a inicios de la Segunda Guerra Mundial y sirvió como una estación de vigilancia durante la guerra. La posición de la isla, en el centro del mar Báltico, la convirtió en una importante fortaleza entre Alemania y Suecia, manteniendo a los submarinos y destructores fuera de las aguas ocupadas por los nazis. Con el fin de contener una invasión aliada, se construyeron varios fortines de cemento a lo largo de la costa durante el conflicto, algunos de los cuales tenían proporciones enormes. Sin embargo, nunca fueron utilizados. Estos restos de la ocupación nazi se encuentran actualmente descuidados y constituyen un atractivo turístico adicional de la isla.
Los habitantes de Bornholm pronto aceptaron a los alemanes durante la ocupación. “Ellos no nos molestan, nosotros no los molestamos”, era el acuerdo tácito entre los habitantes y las fuerzas de ocupación. Los soldados alemanes actuaban más como turistas que como invasores durante su estancia en la isla, y la dura disciplina con la que eran entrenados se tradujo en reducidos incidentes violentos. 
Bornholm fue luego fuertemente bombardeada por las tropas soviéticas. Von Kamft, oficial alemán a cargo de la guarnición en la isla, se negó a rendirse a los soviéticos. En lugar de eso, los alemanes enviaron varios telegramas a Copenhague pidiendo que al menos un soldado británico fuese transferido a Bornholm para que los alemanes pudieran rendirse a él, en vez de a los soviéticos. Cuando Von Kamft se negó a otorgar una capitulación por escrito, tal y como exigían los soviéticos, la aviación soviética bombardeó y destruyó más de 800 casas de civiles y otras 3000 resultaron seriamente dañadas (7 y 8 de mayo de 1945). Finalmente, la guarnición alemana se rindió a las fuerzas soviéticas, las cuales ocuparon la isla hasta el 5 de abril de 1946. Como resultado de sus acciones, los nativos de Bornholm ven a los rusos con descontento y desconfianza inclusive hoy en día. Bornholm alberga actualmente unas instalaciones de radar de la OTAN. 

## Localidades
En 2019, el municipio de Bornholm tiene una población de 39 572 habitantes. Tiene 21 localidades urbanas (byer), en las que residen 30 917 habitantes. Un total de 9750 personas reside en localidades rurales (localidades con menos de 200 habitantes) y 48 no tienen residencia fija.
| Localidades más pobladas de Bornholm |                 |                  |
| N.º                                  | Localidad       | Población (2015) |
| 1                                    | Rønne           | 13 499           |
| 2                                    | Nexø            | 3660             |
| 3                                    | Aakirkeby       | 2060             |
| 4                                    | Hasle           | 1683             |
| 5                                    | Allinge-Sandvig | 1633             |
| 6                                    | Svaneke         | 1074             |
| 7                                    | Tejn            | 988              |
| 8                                    | Snogebæk        | 732              |
| 9                                    | Gudhjem         | 718              |
| 10                                   | Nyker           | 709              |

## Municipios
Actualmente, Bornholm es un condado con características especiales, denominado municipio regional. Se compone de las siguientes comunas:
- Aakirkeby
- Allinge-Gudhjem
- Hasle
- Nexø
- Rønne